# Podpůrná skupina
Podpůrná skupina je sdružení lidí, kteří mají společný zájem (vizi) nebo poslání, případně úkol.
Potýkají se s podobnými životními situacemi, problémy nebo mají společné zájmy, a proto se vzájemně podporují, sdílejí zkušenosti a hledají porozumění. Skupina poskytuje bezpečný prostor pro sdílení emocí, obav i radosti, a pomáhá překonat osamělost a izolaci.
V podpůrné skupině si členové vzájemně poskytují různé druhy pomoci, často neprofesionální a nemateriální. Lidé se stejnými problémy se mohou setkávat, aby sdíleli strategie zvládání, cítili se silnější a aby vytvořili pocit sounáležitosti. Pomoc může mít podobu poskytování a vyhodnocování relevantních informací, vyprávění osobních zkušeností, naslouchání a přijímání zkušeností druhých, poskytování soucitného porozumění a budování sociálních sítí. Podpůrná skupina může také informovat veřejnost nebo se zapojit do advokacie společného zájmu.

## Svépomocné vs profesionálně vedené skupiny
Skupina svépomoci je plně organizována a řízena svými členy, kteří jsou obvykle dobrovolníci a mají osobní zkušenosti v oblasti zaměření skupiny. Tyto skupiny mohou být také označovány jako společenství , skupiny vrstevnické podpory , laické organizace , skupiny vzájemné pomoci. Příkladem takové podpůrné skupiny jsou Anonymní alkoholici nebo libovolný fanklub.
Profesionálně vedené podpůrné skupiny vedou profesionálové, kteří nejčastěji nesdílejí problémy členů,
jako jsou sociální pracovníci, psychologové nebo duchovní. Facilitátor řídí diskuse a poskytuje další manažerské služby. Takové profesionálně vedené skupiny se často nacházejí v institucionálních zařízeních, včetně nemocnic, center pro léčbu drogové závislosti a nápravných zařízení. Tyto typy podpůrných skupin mohou fungovat po stanovenou dobu a někdy je účtován poplatek za služby nebo účast.
Členové řízených profesionálních skupin také mohou být za svoji činnost placeni, nebo vykonávat činnost v rámci služebního poměru (podpora vojenských akcí apod.).

## Typy podpůrných skupin
- Skupiny pro pečující: Zaměřené na osoby pečující o blízké s demencí, chronickým onemocněním nebo jinou specifickou situací, například odlehčovací služba.[1]
- Skupiny pro pozůstalé: Poskytují prostor pro sdílení a zpracování ztráty blízké osoby.[2]
- Skupiny pro rodiče: Nabízejí podporu a sdílení zkušeností v oblasti rodičovství.
- Otevřené a uzavřené skupiny: Otevřené skupiny umožňují kdykoli vstoupit a vystoupit, zatímco uzavřené skupiny mají daný počet setkání a jsou vhodné pro ty, kteří hledají intenzivnější podporu.
- Informativní a terapeutické skupiny: Poskytují informace o daném tématu a zároveň umožňují zpracovávat emoce spojené s danou situací.

### Online skupiny
Není těžké najít online podpůrnou skupinu, ale je těžké najít dobrou. Výzkumník z University College London John M. Grohol uvádí tipy pro hodnocení online skupin a píše: „V dobrých online podpůrných skupinách členové zůstávají dlouho poté, co dostali podporu, kterou hledali. Zůstávají, protože chtějí dát ostatním to, co sami ve skupině našli. Psychologové tomu říkají vysoká skupinová soudržnost a je to vrchol skupinového úspěchu.“
Členové online komunity pro ty, kteří se potýkají se společným problémem, si poskytují vzájemnou podporu a informace, což jsou dva často neoddělitelné prvky. Podle Henryho Pottse z University College London jsou „přehlíženým zdrojem pro pacienty“. Mnoho studií se zabývalo obsahem zpráv , ačkoli důležitý je vliv, který má účast ve skupině na jednotlivce. Potts si stěžuje, že výzkum těchto skupin zaostává, zejména u skupin, které si sami zakládají lidé s problémy, a nikoli výzkumníci a zdravotničtí pracovníci. Uživatelsky definované skupiny mohou sdílet praktické znalosti, které zdravotničtí pracovníci mohou přehlédnout, a také ovlivňují, jak jednotlivci informace vyhledávají, interpretují a používají.
Další výhodou online podpůrných skupin je asynchronní účast. To znamená, že pro komunikaci není nutné, aby byli všichni účastníci přihlášeni do fóra současně. Zkušenost nebo otázka mohou být zveřejněny a ostatní mohou odpovídat na otázky nebo komentovat příspěvky, kdykoli jsou přihlášeni, a dostat odpovídající odpověď. Tato vlastnost umožňuje účast a masovou komunikaci bez obav z časového omezení. Kromě toho jsou k dispozici 24hodinové chatovací místnosti a prostory pro cílenou konverzaci kdykoli ve dne i v noci. To umožňuje uživatelům získat podporu, kterou potřebují, kdykoli ji potřebují, a zároveň zůstat v pohodlí a, pokud si to přejí, i anonymní.